# San Nazzaro (Gambarogno)
San Nazzaro (in dialetto ticinese San Nezzèe) è una frazione di 708 abitanti del comune svizzero di Gambarogno, nel Canton Ticino (distretto di Locarno).

## Geografia fisica
Il paese si affaccia sul Lago Maggiore.

## Storia

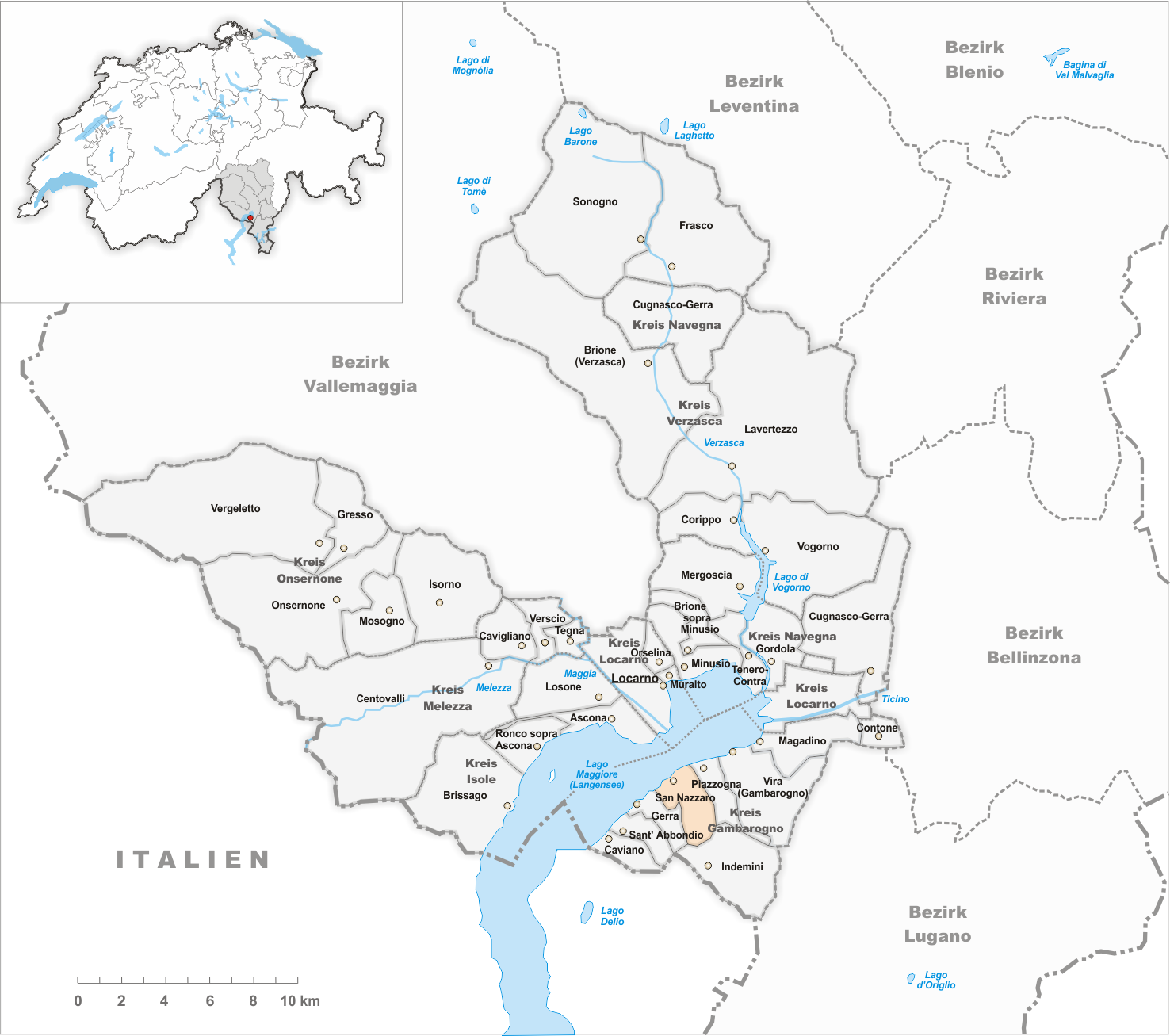
Il territorio del comune di San Nazzaro prima degli accorpamenti comunali del 2010

Già comune autonomo istituito nel 1929 con la fusione dei comuni soppressi di Casenzano e Vairano e che si estendeva per 5,53 km², nel 2010 è stato accorpato agli altri comuni soppressi di Caviano, Contone, Gerra Gambarogno, Indemini, Magadino, Piazzogna, Sant'Abbondio e Vira Gambarogno per formare il comune di Gambarogno. La fusione è stata decisa dal Consiglio di Stato il 16 aprile 2008 e approvata dal Gran Consiglio ticinese il 23 giugno successivo.

## Monumenti e luoghi d'interesse
- Chiesa parrocchiale dei Santi Nazzaro e Celso, attestata dal 1258[2].

## Società

### Evoluzione demografica
L'evoluzione demografica è riportata nella seguente tabella:
Abitanti censiti

## Infrastrutture e trasporti

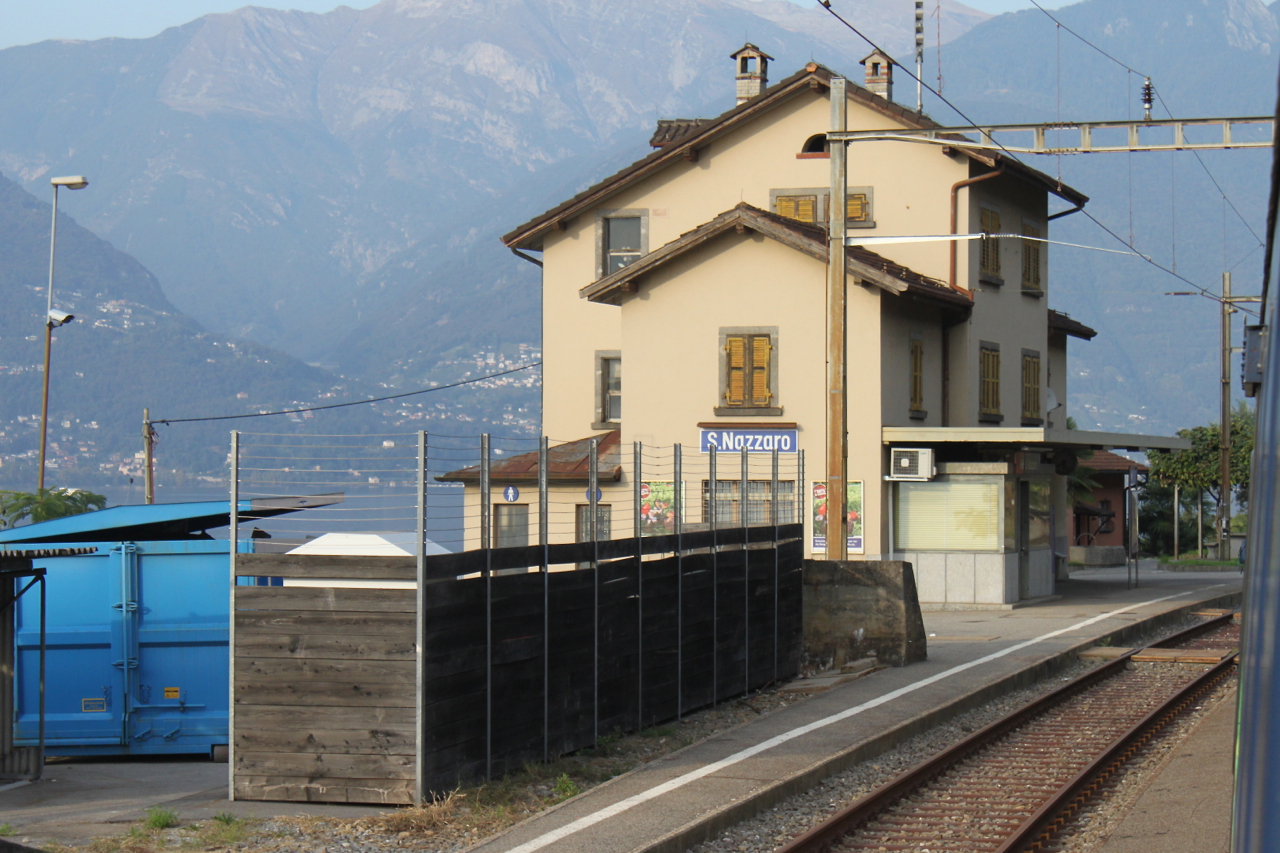
La stazione di San Nazzaro

Il paese è servito dalla stazione di San Nazzaro della ferrovia Cadenazzo-Luino.

## Amministrazione
Ogni famiglia originaria del luogo fa parte del cosiddetto comune patriziale e ha la responsabilità della manutenzione di ogni bene ricadente all'interno dei confini della frazione.